# Cewnik Fogarty’ego
Cewnik Fogarty’ego – plastikowy cewnik o długości około 75 cm z balonikiem o różnych średnicach na końcu, który można napełnić roztworem NaCl/heparyna i wykorzystać do usunięcia skrzepu krwi, lub innego materiału zatorowego z naczynia krwionośnego (embolektomia). Podczas zabiegu cewnik jest wprowadzany do otwartego naczynia poza skrzep krwi i napełniany roztworem NaCl/heparyna. Wypełniony balon spoczywający teraz na błonie wewnętrznej podczas wycofywania może zabrać ze sobą materiał zakrzepowo-zatorowy w drodze powrotnej do miejsca nacięcia, w wyniku czego skrzep może zostać wyciągnięty z naczynia przez chirurgicznie utworzony otwór i usunięty. Został skonstruowany przez Thomasa Fogarty’ego, amerykańskiego chirurga.
Stosowany jest także w innych zabiegach, np.: jako cewnik urologiczny do cewnikowania pęcherza moczowego.